# 국태민안
국태민안(國泰民安)은 나라는 태평하고 백성은 편안하다는 뜻의 경구이다. 태평성대(太平聖代)와 함께 평화로운 시기를 나타내는 말로 쓰인다.

## 용례
조선왕조실록에는 다양한 사례에서 국태민안을 언급하고 있다. 예를 들어 성종 1년(1470년) 대사간 김수녕은 불교가 이로움이 없다는 주장을 하면서 승려가 국태민안을 위해 기도한다고 하지만 그렇다고 풍년이 드는 것이 아니라며 불경의 출간을 금해달라고 상소한다.
광해군 시기 조선을 찾아온 류구의 사신이 가져온 국서에도 국태민안이란 문구가 등장하여 동아시아 한자문화권에서 일반적으로 사용된 경구란 것을 알 수 있다.

## 풍습
조선시대 사대부 집안에선 입춘을 맞으면 대문에 입춘대길(立春大吉 - 입춘을 맞아 크게 좋은 일이 생기리라), 국태민안(國泰民安 - 나라는 태평하고 백성은 편안하다), 개문만복래(開門萬福來 - 문을 여니 만복이 찾아온다), 자손만세영(子孫萬世榮 - 자손들이 대대로 영화롭게 살리라)와 같은 문구를 붙였다. 이렇게 써 붙이는 글을 입춘축(立春祝)이라고 한다. 간단한 경구 외에도 입춘을 맞이하는 기쁨을 표현한 시를 적어 붙이기도 하였다.